# 皮亚内洛德拉廖
皮亚内洛德拉廖（義大利語：Pianello del Lario），是意大利科莫省的一个市镇。总面积9平方公里，人口1046人，人口密度116.2人/平方公里（2009年）。ISTAT代码为013183。